# Psycus
Psycus (Cat Girl) è un film del 1957 diretto da Alfred Shaughnessy.

## Trama
Leonora si trasforma in un leopardo assassino a causa di una maledizione familiare.